# Saturn I
Saturn I je bila prva Američka raketa konstruirana samo za lansiranje svemirskih letjelica u Zemljinu orbitu. Ukupno je bilo 10 letova rakete Saturn I prije nego što ju je NASA zamijenila s Saturn IB, koja je imala znatno jači gornji stupanj.

## Konstrukcija
Saturn I je bila zamišljena kao trostupanjska raketa. Prvi stupanj rakete je trebao biti S-I, drugi S-IV a treći Centaur. Verzija rakete s Centaurom kao trećim stupnjem nikada nije letjela.
Podatci za originalnu verziju Saturna I.
| parametar                | S-I - 1. stupanj | S-IV - 2. stupanj | S-V - 3. stupanj |
| ------------------------ | ---------------- | ----------------- | ---------------- |
| visina (m)               | 24.48            | 12.19             | 9.14             |
| promjer (m)              | 6.52             | 5.49              | 3.05             |
| ukupna masa (kg)         | 432,681          | 50,576            | 15,600           |
| masa konstrukcije (kg)   | 45,267           | 5,217             | 1,996            |
| motori                   | 8 x H-1          | 6 x RL-10         | 2 x RL-10        |
| potisak (kN)             | 7,582            | 400               | 133              |
| ISP (u sekundama)        | 288              | 410               | 425              |
| ISP (kN·s/kg)            | 2.82             | 4.02              | 4.17             |
| dužina sagorijevanja (s) | 150              | 482               | 430              |
| gorivo                   | LOX/RP-1         | LOX/LH2           | LOX/LH2          |

### S-I
S-I je prvi stupanj rakete s 8 motora. S-I se sastoji od 9 spremnika goriva, 8 krilaca, nosive konstrukcije i 8 raketnih motora H-I. Spremnici goriva sastojali su se od 8 spremnika s rakete Redstone. Četiri bijela spremnika sadržavali su LOX, a četiri crna RP-1. Spremnici su bili grupirani oko središnjeg spremnika preuzetog s rakete Jupiter koji je sadržavao LOX. Vanjska 4 motora bilo je moguće nagnuti što je omogućavalo upravljanje raketom.

#### H-I motori
Motor H-1 u stanju je razviti 890 kN potiska i kao pogonsko gorivo koristi LOX/RP-1. H-I ponekad je bio korišten i kao prvi stupanj reketi Delti i Jupiter. Motor je nastao kao pojednostavljena i poboljšana verzija motora s projektila Navaho. Poboljšana verzija motora kasnije je korištena kao dio prvog stupnja rakete Saturn IB.

### S-IV
Drugi stupanj S-IV pogonjen je pomoću 6 motora RL-10 koji koriste LOX/LH2 raketno gorivo. Svih šest motora moguće je nagnuti što olakšava manevriranje raketom. Spremnici goriva imaju zajedničke stjenke što znači da su direktno spojeni. Na taj način težina stupnja je smanjena za nekih 10 tona.

#### RL-10 motori
Motori RL-10 koriste se kod viših stupnjeva raketa Atlas i Titan. Pojedini motor proizvodi 66.7 kN potiska. Grupirani RL-10 motori koriste se na svim S-IV i Centaur stupnjevima.

### Saturn I instrumentalna jedinica
Instrumentalna jedini je prstenasta struktura koja se nalazi na vrhu drugog stupnja (S-IV) rakete Saturn I. Instrumentalna jedinica je korištena kasnije za razvoj Saturn V instrumentalne jedinice. Nekoliko Saturn I instrumentalnih jedinica je korišteno i na raketa Saturn IB.
Instrumentalna jedinica sastoji se od računala za navođenje, telemetrijskih sustava i kontrolnih računala. Jedinica služi za upravljanje raketom tokom leta kroz atmosferu gdje je potrebno kompenzirati utjecaje vjetra ili gubitak potiska.
Instrumentalna jedinica ima na sebi optičke prozore koji su služili za orijentiranje pomoću teodolita dok se raketa još nalazila na lansirnoj rampi. Takvog orijentiranje je bilo potrebno prije svakog lansiranja. 
Računala korištena u ovim instrumentalnim jedinicama nastala su na osnovu IBM-ovih računala napravljenih za raketu Titan II. 
Promjer instrumentalne jedinice je 3.9 m, visina 2.3m a masa 2,769 kg.